# موزه گه
موزه گه (به ایتالیایی: Museo Della Merda) موزه‌ای در استان پیاچنزا در شمال کشور ایتالیا است که به عنوان اولین موزهٔ اختصاص یافته به مدفوع در جهان شناخته می‌شود. این موزه که توسط یک بازرگان کشاورزی به نام جیانانتونیو لوکاتلی و سه شریک دیگرش بنا نهاده شده‌است، در تاریخ ۵ مهٔ ۲۰۱۵ افتتاح شد.

## تاریخچه
این موزه، که در یک قلعهٔ قرون وسطایی در جزیرهٔ کاسل‌بوسکو برپا شده‌است، توسط یک تولیدکنندهٔ لبنیات ساخته شده‌است که گَلهٔ گاو ۲٬۵۰۰ رأسی او (بر پایهٔ برخی گزارش‌ها ۳٬۵۰۰ رأس)، روزانه ۳۰٬۰۰۰ لیتر شیر تولید می‌کنند؛ که این شیر صرف تولید نوعی پنیر با نام گرانا پادانو می‌شود. این گاوها همچنین ۱۰۰٬۰۰۰ کیلوگرم تپاله تولید می‌کنند که برای تولید متان، کود برای مزرعه‌ها، و همچنین به عنوان مواد اولیه برای تولید گچ و آجر مورد استفاده قرا می‌گیرد. موزهٔ مزبور، دارای رابطهٔ همزیستی با این مزرعه و کارخانهٔ تولید پنیر است. این موزه در واقع یک محصول جانبی از اجتماع عظیم گاوها، و حجم زیاد از پسماندی است که توسط آن‌ها تولید می‌شود.
یکی از موضوعات مهم این موزه، بازیافت به روش سازگار با محیط زیست است. این موضع شامل استفادهٔ مجدد از کود مورد استفاده در مزرعه‌ها می‌شود. با این حال، این موزه در بر دارندهٔ مصنوعات بسیاری همچون توده‌ای از مدفوع فسیل‌شدهٔ دایناسور، شیشه‌هایی با محتوای مدفوع، آثار هنری الهام‌گرفته از پسماندهای انسانی، درمان‌های دارویی در روم باستان که از فضولات حیوانی بهره می‌بردند، و مجموعه‌ای از سوسک‌های سرگین است.

## نکات
1. ↑  برپایی «موزهٔ گه ژاپنی» در موزهٔ ادبیات هیمجی حداقل به سال ۲۰۰۸ بازمی‌گردد. با این حال این موضوع که این موزه درواقع یک همایش بوده یا یک موزهٔ واقعی، هنوز به وضوح مشخص نیست.[۲]
2. ↑  "دیگر اشیائی که توسط لوکاتلی و با همکاری معمار لوکا سیپلتی ساخته شده‌اند، مصنوعات گلی هستند که از ترکیب پشگل گاو و گل رس تشکیل شده‌اند و نام «مرداکوتا» برای آن‌ها انتخاب شده و در هفتهٔ طراحی میلان در سال ۲۰۱۶ برندهٔ یک جایزهٔ طراحی شده‌اند. گلدان‌ها، مبلمان، لوازم غذاخوری و اشیاء کوچک هنری نیز در این موزه موجود هستند که در مقایسه با اشیاء سفالین ساخته‌شده به‌صورت صنعتی، سبک‌تر و مستحکم‌تر هستند. "[۵]